# Nymula orestes
Nymula orestes är en fjärilsart som beskrevs av Pieter Cramer 1780. Nymula orestes ingår i släktet Nymula och familjen Riodinidae. Inga underarter finns listade i Catalogue of Life.